# Edificio H2O Condominios
El H2O Condominios es un edificio ubicado en Avenida Santa Fe #449, en el distrito de Santa Fe, en alcaldía Cuajimalpa, en la Ciudad de México, cuenta con 8 (ascensores), para ser exactos el edificio se convirtió en el segundo más alto de Ciudad Santa Fe tan solo después de la Torre Santa Fe Pads, para mediados del año 2008 fue superado por la Torre Paragon Santa Fe, Torre Ámsterdam y paso al cuarto lugar, es uno de los edificios más modernos del Distrito Federal.

## La Forma
- Su altura es de 140 metros y tiene 33 pisos.
- La altura de cada piso a techo es de 4 m.
- El área total del edificio es de 40,000 m²

## Detalles Importantes
- Su uso es exclusivamente residencial.
- Su construcción comenzó en el 2004 y tuvo fin en julio de 2007.
- Cuenta con 174 departamentos.
- Los materiales que usaron para construir este rascacielos fueron aluminio, concreto armado y vidrio.
- El edificio fue equipado con altas normas de seguridad sísmicas que incluyen 40 amortiguadores sísmicos a lo largo de toda la estructura del edificio, 85 pilotes de acero que penetran a una profundidad de 41 metros, en teoría el edificio puede soportar un terremoto de 8.5 en la escala de Richter [cita requerida], hasta el momento el edificio ha soportado un sismo de 8.2 y 7.1 en la escala de Richter, sucedidos el 7 y el 19 de septiembre de 2017, respectivamente.
- Su arquitecto es: Daniel Kolic.
- Para el año 2011, la torre será el séptimo rascacielos más alto de Santa Fe, tan solo después de las Torres City Santa Fe, Torre Arena, Torre Paragon Santa Fe, Torre Ámsterdam, Torre Santa Fe Pads.
- Cuenta con 4 niveles subterráneos de aparcamiento.
- Es de los nuevos edificios altos del distrito de Santa Fe junto con Santa Fe Pads, Arcos Bosques Corporativo, City Santa Fe Torre Ámsterdam, Panorama Santa Fe, Grand Santa Fe Residencial Torre Oriente, Punta del Parque Torres A y B y City Santa Fe Torre Milán.
- Es considerado un edificio inteligente, debido a que el sistema de luz es controlado por un sistema llamado B3, al igual que el de Torre Mayor, Torre Ejecutiva Pemex, World Trade Center México, Torre Altus, Arcos Bosques, Arcos Bosques Corporativo, Torre Latinoamericana, Edificio Reforma 222 Torre 1, Haus Santa Fe, Edificio Reforma Avantel, Residencial del Bosque 1, Residencial del Bosque 2, Torre del Caballito, Torre HSBC, Panorama Santa Fe, City Santa Fe Torre Ámsterdam, Santa Fe Pads, St. Regis Hotel & Residences, Torre Lomas.
- El lugar donde está construido este edificio era anteriormente ocupado por un basurero que posteriormente el terreno quedó liberado de basura.[cita requerida]

## Datos clave
- Altura: 140 metros.
- Espacio de oficinas: 40,000 metros cuadrados.
- Pisos: 5 niveles subterráneos de estacionamiento y 33 pisos.
- Rango:
  - En México: 16.º lugar, 2011: 30.º lugar [cita requerida]
  - En Ciudad de México: 15.º lugar, 2011: 23.er lugar [cita requerida]
  - En Santa Fe: 4.º lugar, 2011: 7.º lugar [cita requerida]